# 王庄嫔
王莊嬪（?—?），名失考。錦衣衛帶俸正千戶王雄之女，明朝明世宗朱厚熜之嬪。

## 生平
王氏的出生及去世時間均待考。嘉靖十年二月二十五日，嘉靖帝諭大學士張璁曰：「朕奉章聖慈仁皇太后慈訓，於選中淑女三十人內慎選九人，以充九嬪」。三月初二日，冊封淑女方氏、鄭氏、王氏、閻氏、韋氏、沈氏、盧氏、沈氏與杜氏為九嬪。《明世宗肅皇帝實錄》並未提及這九位嬪各自的封號，但是綜合《皇明典禮志》、《大明會典》、《禮部志稿》及《明會要》等史料的記載，可知淑女方氏冊封為德嬪，鄭氏為賢嬪，王氏為莊嬪，閻氏為麗嬪，韋氏為惠嬪，沈氏為安嬪，盧氏為和嬪，沈氏為僖嬪，杜氏為康嬪。嘉靖十年八月初七日，王莊嬪之父王雄授為錦衣衛帶俸正千戶。嘉靖十七年（1538年）四月十九日，賜王莊嬪之父錦衣衛帶俸正千戶王雄祭一壇，仍量給喪費。目前並不清楚王莊嬪到底在何時去世，僅知她去世後葬於金山峯峪口。《太常續考》稱德妃張氏、徽妃王氏、莊嬪王氏、惠嬪韋氏、常嬪陳氏、常嬪李氏、裕嬪王氏七人各為一墓